# Sarnai Amar
Sarnai Amar (Ulaanbaatar, 1987) is een Mongools model. Ze werd op 7 september 2010 tot Miss World Mongolië verkozen.
Op 10 januari 2008 werd zij in Shenzhen, China, verkozen tot Miss World University. In 2010 nam zij op 23-jarige leeftijd deel aan de Miss World-verkiezing, die op 30 oktober dat jaar in Sanya, China gehouden werd.